# Ruguilla
Ruguilla es una localidad española, pedanía de Cifuentes (Guadalajara, Castilla-La Mancha). Se encuentra en la comarca de La Alcarria.

## Historia
Antonio Herrera Casado en Un viaje a Ruguilla, argumenta que el origen del nombre del pueblo pudo ser la propia roca sobre la que se levantó. También describe el conjunto de restos prehistóricos en su entorno, como el dolmen del cerro de las Covachas o la cerámica (quizás de origen celtibérico), o la necrópolis tardo‑romana o hispano‑romana, todo ello en el cerro de la Muela. Herrera repasa su historia asociando Ruguilla al Común de Villa y Tierra de Atienza, y sometida a su Fuero; anota también que «hacia 1750 consiguió el privilegio de villazgo y ser villa eximida de la jurisdicción cifontina» y que resultó bastante afectada durante la Guerra de Sucesión y la guerra de la Independencia.
Hacia mediados del siglo XIX, el lugar, por entonces con ayuntamiento propio, tenía contabilizada una población de 429 habitantes. La localidad aparece descrita en el decimotercer volumen del Diccionario geográfico-estadístico-histórico de España y sus posesiones de Ultramar de Pascual Madoz de la siguiente manera:

RUGUILLA: l. con ayunt. en la prov. de Guadalajara (10 leg.), part. jud. de Cifuentes (1), aud. terr. de Madrid (20), c. g. de Castilla la Nueva, dióc. de Siguenza (7): sit. alrededor de una pequeña colina, con buena ventilacion y clima sano; tiene 116 casas; la consistorial con cárcel; una fuente de abundantes y buenas aguas; un pósito con 95 fan. de trigo; escuela de instruccion primaria, frecuentada por 25 alumnos de ambos sexos; una igl. parr. (Sta. Catalina) servida por un cura cuya plaza es de provision real y ordinaria; fuera de la pobl. aunque no muy dist., hay varias cuevas ó bodegas para encerrar el vino. térm.: confina con los de Huetos, Sotoca, Trillo, Cifuentes, Canredondo y Val de San Garcia: dentro de él se encuentran muchas fuentes de buena agua y las ermitas de la Soledad, San Roque y Sta. Bárbara: el terreno participa de quebrado y llano, con algunos valles y vega regada con 2 arroyos; hay un monte chaparral y algun arbolado de olmos, chopos, nogales y cerezos. caminos: los que dirigen á los pueblos limítrofes. correo: se recibe y despacha en la cab del part. prod.: trigo, cebada, avena, aceite, vino, patatas, judias, almortas, y otras legumbres, hortalizas, cerezas, miel, cera, leñas de combustible y carboneo, y buenos pastos con los que se mantiene ganado lanar, cabrío, vacuno, mular y asnal; abunda la caza de perdices, algunas liebres y conejos. ind.: la agrícola, 2 molinos harineros, uno aceitero, y la fabricacion de yeso. pobl.: 103 vec., 429 almas. cap.: 2.536,600 rs. imp.: 152,200. contr.: 8,688.
(Madoz, 1849, p. 594)

El municipio de Ruguilla desapareció en 1969, al fusionarse con los de Sotoca de Tajo, Val de San García, Gárgoles de Arriba y Cifuentes.

## Demografía
| Gráfica de evolución demográfica de Ruguilla entre 1842 y 1960 |
| |
| Población de derecho según los censos de población del INE Población de hecho según los censos de población del INEEntre el censo de 1970 y el anterior, este municipio desaparece porque se integra en el municipio Cifuentes |

## Patrimonio
Entre sus edificios, se encuentran la iglesia parroquial dedicada a Santa Catalina, con su origen de obra en el siglo xvi y porte del xviii, en la que al parecer se depositaron altares, cuadros, estatuas y joyas del culto del desamortizado Monasterio de Santa María de Óvila, en su mayoría perdidos durante la guerra civil española. Otros edificios religiosos importantes son las dos ermitas, la de Santa Bárbara, en la roca que domina la población, y la de la Soledad en su parte baja. También conserva una picota con cuchillo en su remate. Además, entre las curiosidades del lugar están sus cuevas-bodegas y las casitas de reguardo.

## Personas notables
- Manuel Serrano y Sanz, historiador y americanista.
- Juan Francisco Yela Utrilla, político, profesor e ideólogo, catedrático de Lengua Latina en la década de 1940. Consejero Nacional y procurador en las Cortes franquistas, nacido en esta aldea en 1893.[7]
- Entre los residentes puede destacarse a Francisco Layna Serrano, historiador de la comarca, nacido en la vecina localidad de Luzón.[8]
- Jenaro Iritia Martínez. Atleta español nacido en esta localidad el 22 de abril de 1955. Campeón de España en la distancia de 400 metros lisos en tres ocasiones: 1977 ( al aire libre y pista cubierta) y en 1978.
- Carlos Maya Vicente. Letrista y músico de una banda de punk en la localidad valenciana de Sagunto, creador de la fiesta Huertofest, también en la misma localidad.